# باز هم زندگی
باز هم زندگی یک برنامه تلویزیونی محصول سال ۱۳۸۵–۱۳۸۶ به کارگردانی،  و تهیه‌کنندگی بیژن بیرنگ می‌باشد که از شبکه چهار پخش شد. این مجموعه در قالب ۶۰ قسمت ۵۰ دقیقه‌ای تهیه شد
این برنامه مضمونی اجتماعی، خانوادگی و روانشناسی دارد و در هر قسمت یکی از مسایل جامعه را مورد بررسی قرار می‌دهد. پرسش‌هایی که در برنامه مطرح می‌شود بر اساس تحقیقات اجتماعی و روانشناسی است و به موضوع‌های تعلیم و تربیت عمومی می‌پردازد. مهمانان این برنامه از افراد عادی جامعه هستند که در زمینه موضوع مورد نظر برنامه فعالیت یا عملکرد ویژه و مهمی داشته‌اند.
قرار بود مجری این برنامه اسماعیل میرفخرایی باشد که امکانپذیر نشد. و خود بیژن بیرنگ به عنوان مجری در برنامه حضور یافت. 
مجموعه برنامه «باز هم زندگی» در قالب برنامه‌های گفتگوی چالشی (تاک شو) ارائه شد.